# Morti nel 1348
| Questa pagina contiene informazioni ricavate automaticamente dalle voci biografiche con l'ausilio del template Bio e di un bot. L'aggiornamento è periodico e automatico e ricostruisce completamente la pagina. Se manca una persona in questa lista, sei pregato di non aggiungerla, ma accertati piuttosto che la sua voce biografica contenga il template Bio e che i dati anagrafici siano correttamente compilati. Se il template Bio manca, inseriscilo tu stesso o, in alternativa, metti l'avviso {{tmp\|Bio}} che ne segnala la mancanza. Se i dati riportati sono sbagliati, correggi direttamente la voce biografica; le modifiche saranno visibili in questa lista entro pochi giorni. Per chiarimenti vedi il progetto biografie. La lista contiene solo le 63 persone che sono citate nell'enciclopedia e per le quali è stato implementato correttamente il template Bio. Pagina aggiornata al 27 gen 2025. |

## Gennaio(2)
- 13 gennaio - Élie de Nabinal, cardinale francese
- 23 gennaio - Carlo di Gravina, nobile italiano (n. 1323)

## Febbraio(2)
- 2 febbraio - Narimantas, nobile lituano (n. 1294)
- 18 febbraio - Costanza di Saluzzo, nobile italiana (n. 1314)

## Aprile(5)
- 3 aprile - Adolfo VI di Berg, nobile
- 5 aprile - Raymond de Chameyrac, vescovo cattolico francese
- 6 aprile - Laura de Noves, nobildonna francese (n. 1310)
- 7 aprile - Giovanni d'Aragona, nobile (n. 1317)
- 9 aprile - Iacopo Bottrigari, giurista italiano (n. 1274)

## Maggio(3)
- 1º maggio - Mladen III Šubić, nobile croato
- 1º maggio - Enrico IV di Waldeck, nobile tedesco
- 26 maggio - Imbert Dupuis, cardinale francese

## Giugno(5)
- 1º giugno - Barlaam di Seminara, matematico, filosofo e vescovo cattolico italiano (n. 1290)
- 9 giugno - Ambrogio Lorenzetti, pittore italiano
- 10 giugno - Gozzio Battaglia, cardinale e politico italiano
- 13 giugno - Giovanni Emanuele di Castiglia, politico e scrittore spagnolo (n. 1282)
- 18 giugno - Gentile da Foligno, medico italiano

## Luglio(4)
- 3 luglio - Giovanni Colonna, cardinale italiano
- 5 luglio - Luigi de la Cerda, principe (n. 1291)
- 9 luglio - Dominique Serra, cardinale francese
- 27 luglio - Bianca di Borgogna, contessa (n. 1288)

## Agosto(4)
- 1º agosto - Bianca di Valois, nobile francese (n. 1316)
- 3 agosto - Gauscelin de Jean, cardinale, vescovo cattolico e diplomatico francese
- 20 agosto - Bernardo Tolomei, religioso italiano (n. 1272)
- 23 agosto - John de Stratford, arcivescovo cattolico inglese

## Settembre(2)
- 2 settembre - Giovanna d'Inghilterra, principessa inglese (n. 1335)
- 12 settembre - Manfredo I Pio, condottiero italiano

## Ottobre(2)
- 2 ottobre - Alice de Lacy, nobile britannica (n. 1281)
- 29 ottobre - Eleonora del Portogallo, principessa portoghese (n. 1328)

## Dicembre(2)
- 2 dicembre - Hanazono, imperatore giapponese (n. 1297)
- 11 dicembre - Pietro Calò, religioso italiano

## Senza giorno specificato(32)
- Giacomo Albini, medico italiano
- Franceschino degli Albizzi, poeta italiano
- Giovanni d'Andrea, giurista italiano
- Giovanni Angelo, generale, politico e nobile bizantino
- Ferrer Bassa, pittore e miniaturista spagnolo (n. 1285)
- Niccolò Bonsignori II, condottiero italiano
- Guido Canale, vescovo cattolico italiano
- Bruno Casini, retore e poeta italiano
- Stefano Colonna il Vecchio, nobile italiano
- Bernardo Daddi, pittore italiano
- Arnaldo De Rosette, vescovo cattolico francese
- Dino di Radicofani, arcivescovo cattolico italiano
- Princivalle Fieschi, vescovo cattolico italiano
- Francesco da Barberino, notaio e poeta italiano (n. 1264)
- Matteo Frescobaldi, poeta italiano
- Giovanni di Agostino, scultore e architetto italiano
- Isabella di Francia, nobile francese
- Maso di Banco, pittore italiano
- Guglielmo Raimondo II Moncada, nobile e militare italiano
- Al-Dhahabi, storico siriano (n. 1274)
- Guido Orsini, politico italiano
- Paolo da Perugia, letterato italiano
- Federico Petrucci, giurista italiano
- Gagliardo Primario, architetto e scultore italiano
- Berlinghieri Rucellai, militare italiano
- Ruggero Sanseverino, funzionario e arcivescovo italiano (n. 1302)
- Luigi II di Savoia-Vaud, nobile (n. 1290)
- Aydınoğlu Gazi Umur Bey, emiro
- Giovanni Vergoni, vescovo cattolico italiano
- Giovanni Villani, mercante e storico italiano (n. 1280)
- Jean de Hocsem, storico fiammingo (n. 1278)
- Jacopo Alighieri, poeta e religioso italiano